# Егоров, Иван Яковлевич
Ива́н Я́ковлевич Его́ров (25 мая 1900 — 3 апреля 1971) — советский писатель, первый руководитель Ставропольской краевой писательской организации, член Союза писателей СССР.

## Биография
Родился 25 мая 1900 года в селе Быково Царевского уезда Астраханской губернии (ныне Волгоградской области) в семье крестьянина-бедняка. По окончании Астраханского училища садоводства и виноградарства работал агрономом-садоводом.
Свои первые стихи и рисунки публиковал в армейских газетах, служа в 1920 годах в рядах Красной Армии. После демобилизации много лет занимался журналистикой. В 1937 году под псевдонимом «И. Чилим» печатал очерки и фельетоны в газете «Орджоникидзевская правда». Работал в газетах «Резервы», «Борьба», «Поволжская правда», «Молот», «Уральский рабочий», «Ставропольская правда», «Литературная газета».
В 1940 — 50-е годы Егоров назначен специальным корреспондентом «Литературной газеты». Он стал одним из первых ставропольских писателей, принятых в 1942 году в члены Союза писателей СССР и с 1939 по 1953 год возглавлял Ставропольское краевое отделение. Писатель более 30-ти лет жил и работал на Ставрополье, рядом с теми, кто позднее стали героями его произведений.
После выхода повести «Море Сарматское» писатель подвергся суровой критике за «неидеологичность», отчего его пребывание на Ставрополье сделалось затруднительным. В 1954 году он переехал в Волгоград, где создал книги о жизни и труде героев Поволжья.
Умер 3/5 апреля 1971 года в Волгограде.

## Избранные труды
- «Колхозная путина на Каспии», 1930;
- Очерковая повесть «Абрек-Науруз» о карачаевце Н. Лепшокове, ставшем потом прототипом героя романа Ю. Либединского «Горы и люди», публиковалась на страницах отдельных номеров краевой газеты;
- Роман «Буйные травы» о коллективизации на Кубани вышел в 1940 году и выдержал шесть переизданий;
- «На родной земле»,
- «Третий эшелон», 1948 посвящён трудовым подвигам в тылу во время Великой Отечественной войны.
- «Роза — дочь Алана»,
- «Именная земля», 1947
- «Узорчатая рама», 1955;
- повесть «Ярлычок», 1956
- повесть «Левадинцы», 1961
- повесть «Крутая Громадка», 1965 — о комсомольцах 20-х годов.
- Повесть «Море Сарматское» напечатан в первом послевоенном номере «Ставропольского альманаха» за 1946 год.

Рассказы:
- «Путевой разговор»,
- «Данила Рокотянский»,
- «Великое созидание»,
- «Путешественники»
- «Белое покрывало», 1953